# 東北新幹線
東北新幹線（日语：／ Tōhoku Shinkansen */?）是一條連結東京站至新青森站，屬於東日本旅客鐵道（JR東日本）的高速鐵路線（新幹線）。

## 歷史

### 東京 - 盛岡
在東海道新幹線取得成功及日本國有鐵道繼續於1967年開始興建山陽新幹線後（1975年全線通車），1970年頒布全國新幹線鐵道整備法決定將新幹線向東北地區延伸，於1971年開始興建與東北本線平行的東北新幹線東京 - 盛岡路段（同時亦開始興建上越新幹線），建設標準為最高時速260公里，可運行最大編組為16節車廂的列車。然而由於用地徵收困難（沿線地方一般為農田，而當地農民一般都不願意賣地予政府）、多次隧道事故，和國鐵財政惡化，導致原定6年的建築期延長將近多一倍，達11年之多。
1982年大宮站至盛岡站開業，但上野 - 大宮因反對運動暫緩，直到1978年國鐵同意埼玉縣提出的4項要求：建設東北本線支線，運行通勤列車 (埼京線)、建設伊奈線、東北新幹線降速運行、所有列車停靠大宮站；上野 - 大宮才得以動工，並於1985年開通。另外1984年東北新幹線提速至240km/h，但上野 - 大宮仍限速110km/h。
1987年國鐵分割民營化，東日本旅客鐵道繼承東北新幹線。1988年透過奧羽本線標準軌化開行「迷你新幹線」——山形新幹線，使山形地區得以新幹線連接東京不須中轉。1991年東京 - 上野開通，雖然東京預留與東海道新幹線直通條件，但因為東海旅客鐵道反對未能實行。1992年奧羽本線、田澤湖線標準軌化開行秋田新幹線，並於1997年投入E2系、E3系列車，提速至275km/h。

### 盛岡 - 新青森
1972年日本前首相（開始興建新幹線前還是大臣）田中角榮提出「日本列島改造論」，1973年更宣布包括東北新幹線盛岡 - 新青森的5條整備新幹線。但是1982年因國鐵財政惡化盛岡 - 新青森路段暫停計畫，直到1987年解除對鐵路建設的凍結。為降低成本盛岡 - 新青森部分路段一度考慮採迷你新幹線興建，但考慮繼續連接北海道新幹線的重要性，在1995、1998年確定盛岡 - 八戶和八戶 - 新青森採全新幹線規格。
東北新幹線盛岡站至八戶站於2002年12月1日開通，2010年12月4日八戶站至新青森站間的路線通車，標誌著東北新幹線正式全線通車。東京至新青森最短時間為3小時10分。

### 全通之後
2011年3月11日2011年日本東北地方太平洋近海地震導致東北新幹線全線停運，直到4月29日全線恢復運行，但運行速度限制維持到9月23日，才恢復地震前的列車運行安排。
2013年3月16日起，JR東日本將東北新幹線宇都宮 - 盛岡的最高速度提升至320km/h，東京站至新青森站間的行車時間更縮短為2小時59分。2016年北海道新幹線新青森 - 新函館北斗通車並直通東北新幹線，2021年上野 - 大宮提速至130km/h。

### 年表
- 1971年11月28日：開始興建。
- 1973年11月13日：確立盛岡至新青森路段興建計畫，列為整備新幹線
- 1979年：開始於小山附近進行試車。
- 1981年
  - 1月14日：於大宮站進行鋪軌完成儀式。
  - 8月1日：小山运行所（现小山新干线车辆中心）落成。
- 1982年6月23日：大宮至盛岡站間試營運性質通車（暫定開業）。

通車時設定的班次有山彥號（やまびこ，特快）及青葉號（あおば，各站均停），用車為200系。最高營運速度是每小時210公里。當時大宮站至上野站之間以「新幹線接力號」連結。
- 1982年11月15日：本線正式通車，同日上越新幹線通車。
- 1985年3月14日：東京方向的終點站由大宮延長至上野站。大宮至盛岡段速度提升至時速240公里。同時，水澤江刺及新花卷站開幕。
- 1987年4月1日：隨著國鐵民營化，東北新幹線改由東日本旅客鐵道營運。
- 1990年3月10日：栗駒高原（くりこま高原）車站開幕。
- 1991年6月20日：東京方向的終點站由上野延長至東京站。
- 1992年7月1日：山形新幹線開幕。部份列車與使用400系的翼號（つばさ）連結。
- 1995年12月1日：那須野號（なすの）開始投入營運。
- 1997年3月22日：秋田新幹線開幕。部份列車與使用E3系的小町（こまち）號連結。同時，E2系開始投入東北新幹線營運下時最高營運速度亦提升至每小時275公里。
- 1997年10月1日：青葉號停止服務。
- 1997年12月20日：E4系開始投入東北新幹線營運。
- 2002年12月1日：青森方向的終點站由盛岡延長至八戶站。同時，疾風號（はやて）開始投入營運。
- 2010年12月4日：八戶站至新青森站間的路線通車，標誌着東北新幹線正式全線通車。
- 2011年：
  - 3月5日：E5系和隼號（はやぶさ）一起開始投入營運，最高速度300km/h，來往東京至新青森最快只需3小時10分。
  - 3月11日：全線因受地震的影響而停駛。該次地震造成全線許多路段路線、橋梁及電車線的設備損壞，地震發生當時並有數列行駛中的列車在路線上受困。此外有部分车站的设备损坏，如仙台站的月台倒塌等。
  - 3月12日：恢復東京站—大宮站間的路線。
  - 3月15日：恢復大宮站—那須鹽原站間路線，恢复路线仅有那須野號班次。
  - 3月23日：恢復盛岡站—新青森站間路線，恢复路线仅有疾風號班次。
  - 4月7日：恢復一之關站—盛岡站間路線，受夜晚余震影响，一之關站—新青森站間再次停驶。
  - 4月12日：恢復那須鹽原站—福島站間路線，那須野號恢复部分延伸郡山班次，山彥號班次恢复。
  - 4月13日：再次恢復盛岡站—新青森站間路線。
  - 4月23日：再次恢復一之關站—盛岡站間路線。
  - 4月25日：恢復福岛站—仙台站間路線。
  - 4月29日：恢復仙台站—一之關站間路線，至此东北新干线震后全线恢复运营。然而，因東北地區缺電，列車需要慢速行駛。
  - 9月23日：恢復地震前的列車安排。
  - 11月18日：随着E5系列车的增多，200系退出本线运营，转由上越新幹線继续运营（大宫站以南除外），至此200系在东北新干线29年的生涯到此结束。
  - 11月19日：E5系列车增设疾風號和山彥號班次。
- 2012年9月29日：随着E5系列车的增多且E1系退役的原因，第二代双层列车E4系退出东北新干线运营。转由上越新幹線继续运营（但仍服役東北新幹線東京-大宮路段），至此Max山彥號和Max那须野号废除。
- 2013年3月16日：时刻表调整，隼号列车单独行驶的速度提升到320km/h，隼號來往東京至新青森時間降至2小時59分。同日「超级小町号」用车E6系开始投入运营。同日E2系退出營運盛岡站以北的路段。
- 2016年3月26日：因應北海道新幹線通車，部分隼號和疾風號班次，直通運行至北海道新幹線 新函館北斗站。
- 2019年4月1日：随着新干线总本部的落成，除也服务于常规线路的车站设施和乘务员办公室外，所有车站都将归新干线总本部管辖。
- 2020年10月6日：盛岡至新青森區間部分路段開始安裝隔音設施，為期約7年，屆時此區間最高速度將提升到320km/h。同時上野至大宮區間安裝隔音設施工程完工，最高速度提升到130km/h。
- 2021年：
  - 2月13日：受到福島地震影響，新白河站—古川站間多處高架橋受損、電桿傾斜，從隔日起，那須鹽原站—盛岡站之間路段暫停列車行駛[2]。
  - 2月16日：恢復一之關站—盛岡站間路線
  - 2月22日：恢復仙台站與一之關站間路線[3]。
  - 2月24日：全線修復通車，但因安全考量，班次減為原本的八成，並降速行駛[4]。
  - 6月：因行動電話普及率高，JR集團各公司拆除所有新幹線列車上的公用電話[5]。
- 2022年：
  - 3月16日：受到2022年福島地震影響，從東京開往仙台的山彥223号列車於福島~白石藏王區間出軌，那須鹽原~盛岡區間隨即停運。[6]
  - 3月22日：那須鹽原~郡山和一之關~盛岡恢復營運
  - 4月2日：郡山～福島恢復營運[7]
  - 4月4日：一之關～仙台恢復營運[8]
  - 4月14日：福島～仙台恢復營運，東北新幹線全線恢復營運，而班次使用臨時班次。[9]
  - 5月13日：恢復至地震前班次。
- 2024年：
  - 3月16日：E8系投入使用並在東京＝福島段運行，同日，E2系不再與山形新幹線列車連結運行。
  - 9月19日：行駛中的「隼・小町6號」列車，在古川 - 仙台區間發生連結器脫離事故，隼號（E5系電聯車）、小町號（E6系電聯車）列車分離並緊急停車。此事件雖未造成列車脫軌與人員傷亡，但導致東京＝新青森區間暫停運行5個小時[10][11]。這起事件是新幹線開業以來，首次有兩部併結運轉（日语：増解結）的新幹線列車在行駛途中分離。經過調查，造成兩部列車分離的原因是 E6系電聯車端的緊急再分離開關附近的一塊金屬與開關的端子接觸，誤觸發分離功能所致[12][13]。
- 2025年：
  - 3月6日：「小町・隼21號」在上野＝大宮區間行駛時發生連結器脫離事故，小町號（E6系電聯車）與隼號（H5系電聯車）分別在安全機制下緊急停車，由於距離上次出現同類事故不足半年，JR東日本決定在調查期間暫停「小町」號與「隼」號的併結運轉[14]。半年內發生2次兩列車間連結器脫離事故，國土交通省認定為重大事故，並責成運輸安全委員會調查此事[15]。JR東日本宣布，至2025年3月14日止，山形新幹線、秋田新幹線的運行區間分別截短至福島站與盛岡站，但山形新幹線的「翼121號」與「翼160號」仍在東京＝新直通運行[16]。
  - 3月11日：JR東日本宣布，將替併結運轉用的電器連結機構加上固定裝置以防止行駛中觸發，並於3月15日全面恢復併結運轉[17]。
  - 6月17日：落成僅一週的E8系G11編成，在單獨回送途中於宇都宮～那須塩原間故障停車，一度無法自力移動，導致東京＝仙台區間停駛5個半小時。加上同一天內另有3編組的E8系發生故障，當日收班後旋即停止E8系單獨運轉。除了一往返（往新庄的121號、往東京的156號）外，其餘「翼」號班次福島＝東京間停駛，並減班運轉[18][19]。
  - 7月19日：更新臨時時刻表，在E8系無法單獨運用的前提下，「翼」號改為三往返（往山形的127、135、153號，往東京的128、146、156號）進入福島＝東京區間，其餘班次仍只行駛福島以北路段[20]。
  - 8月1日：E8系單獨運轉再開，「翼」號定期列車恢復[21]。

## 路線資料
- 營業主體：東日本旅客鐵道（JR東日本）
- 建設主體
  - 東京站－上野站間：新幹線鐵道保有機構（日语：新幹線鉄道保有機構）
  - 上野站－盛岡站間：日本國有鐵道（國鐵）
  - 盛岡站－八戶站間：日本鐵道建設工團（日语：日本鉄道建設公団）（鐵建公團）

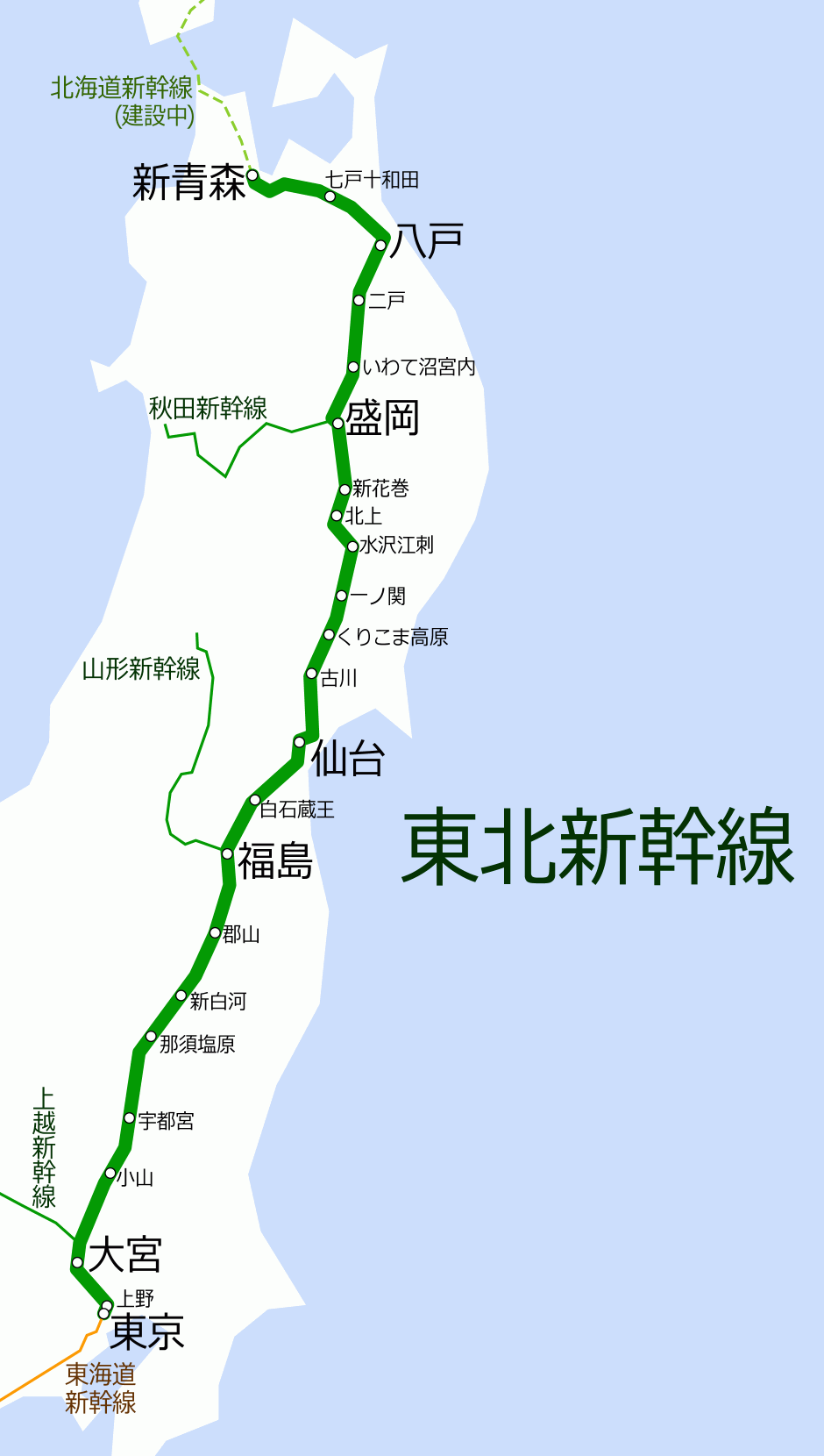
東北新幹線路線圖。北方的北海道新幹線，已於2016年3月通車至新函館北斗站

  - 八戶站－新青森站間：獨立行政法人鐵道建設、運輸施設整備支援機構（鐵道、運輸機構）
- 路線距離：東京站－新青森站間（實際距離）674.9 公里（營業距離為713.7公里）
- 軌距：1,435毫米（標準軌）
- 站數：23個（包括起終點站及東北新幹線單獨站6個）
- 信號場數：1個
- 複線路段：全線
- 電氣化路段：全線（交流電25,000 V、50 Hz）
- 保安裝置：ATC（DS-ATC）
- 車輛基地：
  - 新幹線綜合車輛中心（仙台）
  - 東京新幹線車輛中心（上野）、小山新幹線車輛中心（小山）、盛岡新幹線車輛中心（盛岡）
  - 那須鹽原留置線（那須鹽原）、青森派出所（新青森）
- 運轉指令所：JR東日本新幹線運行本部 綜合指令室
- 列車運行管理系統：新幹線綜合系統（COSMOS）
- 路線結構組合[22]
  - 東京站－盛岡站間 路基 5%、橋樑 16%、高架橋 56%、隧道 23%
  - 盛岡站－八戶站間 路基 14%、橋樑 4%、高架橋 9%、隧道 73%
  - 八戶站－新青森站間 路基 15%、橋樑 5%、高架橋 18%、隧道 62%
- 最高速度
  - 東京站－上野站間：110公里/小時
  - 上野站－大宮站間：130公里/小時
  - 大宮站－宇都宮站間：275公里/小時
  - 宇都宮站－盛岡站間：320公里/小時
  - 盛岡站－新青森站間：260公里/小時（未來將提速至320公里/小時）
- 高架電纜吊架方式
  - 東京站－新幹線車輛中心（尾久基地）分支段：鏈形懸吊式（可負荷速度100公里/小時）
  - 東京新幹線車輛中心（尾久基地）分支－盛岡新幹線車輛中心（岳基地）分岐段：重複合鏈形懸吊式（可負荷速度320公里/小時）
  - 盛岡新幹線車輛中心（岳基地）分支－八戶站：CS鏈形懸吊式（可負荷速度300公里/小時）
  - 八戶站－新青森站間：PHC鏈形懸吊式（可負荷速度350公里/小時）[23]
- 東京站－上野站間：東京支社（日语：東日本旅客鉄道東京支社）
- 大宮站－那須鹽原站間：大宮支社（日语：東日本旅客鉄道大宮支社）
- 新白河站－栗駒高原站間：仙台支社（日语：東日本旅客鉄道仙台支社）
- 一之關站－新青森站間：盛岡支社（日语：東日本旅客鉄道盛岡支社）

## 車站列表
- JR的路線名，只限記載與該站接續的正式路線名。

| 中文站名                                                                                               | 日文站名 | 英文站名 | 營業距離 | 實際距離 | 停車站 | 接續路線 | 所在地 | 所在地          |
| --- | -------- | -------- | -------- | -------- | ------ | --- | ------ | --------------- |
| 東京                                                                                                   |          |          | 0.0      | 0.0      | 全     | 東海旅客鐵道： 東海道新幹線 東日本旅客鐵道： 中央線、 山手線、 京濱東北線 東海道線、上野東京線（ 宇都宮線（東北本線）、高崎線、 常磐線（快速）） 橫須賀·總武快速線、 京葉線 東京地下鐵： 丸之內線 | 東京都 | 千代田區        |
| 上野                                                                                                   |          |          | 3.6      | 3.6      |        | 東日本旅客鐵道： 山手線、 京濱東北線 宇都宮線（東北本線）、高崎線、 常磐線（快速）、上野東京線 東京地下鐵： 銀座線、 日比谷線 京成電鐵： 本線（京成上野）                                         | 東京都 | 台東區          |
| 大宮                                                                                                   |          |          | 30.3     | 31.3     | 全     | 東日本旅客鐵道： 上越新幹線、北陸新幹線、京濱東北線 宇都宮線（東北本線）、高崎線、上野東京線、 湘南新宿線 埼京線、川越線 東武鐵道： 野田線 埼玉新都市交通：■伊奈線                                | 埼玉縣 | 埼玉市 大宮區   |
| 鷲宮信號場                                                                                             |          | /        | -        | 50.9     |        | 東北新幹線唯一的信號場 | 埼玉縣 | 久喜市          |
| 小山                                                                                                   |          |          | 80.6     | 80.3     |        | 東日本旅客鐵道：■東北本線、■水戶線、■兩毛線 | 栃木縣 | 小山市          |
| 宇都宮                                                                                                 |          |          | 109.5    | 109.0    |        | 東日本旅客鐵道：■東北本線、■日光線 | 栃木縣 | 宇都宮市        |
| 那須鹽原                                                                                               |          |          | 157.8    | 152.4    |        | 東日本旅客鐵道：■東北本線 | 栃木縣 | 那須鹽原市      |
| 新白河                                                                                                 |          |          | 185.4    | 178.4    |        | 東日本旅客鐵道：■東北本線 | 福島縣 | 西白河郡 西鄉村 |
| 郡山                                                                                                   |          |          | 226.7    | 213.9    |        | 東日本旅客鐵道：■東北本線、■磐越西線、■磐越東線 | 福島縣 | 郡山市          |
| 福島                                                                                                   |          |          | 272.8    | 255.1    |        | 東日本旅客鐵道：■東北本線、■奧羽本線（山形新幹線） 阿武隈急行：■阿急隈急行線 福島交通：■飯坂線 | 福島縣 | 福島市          |
| 白石藏王                                                                                               |          |          | 306.8    | 286.2    |        | | 宮城縣 | 白石市          |
| 仙台                                                                                                   |          |          | 351.8    | 325.4    | 全     | 東日本旅客鐵道：■東北本線、■仙石線、■仙山線 仙台市地下鐵：■南北線、■東西線 | 宮城縣 | 仙台市 青葉區   |
| 古川                                                                                                   |          |          | 395.0    | 363.8    |        | 東日本旅客鐵道：■陸羽東線 | 宮城縣 | 大崎市          |
| 栗駒高原                                                                                               |          |          | 416.2    | 385.7    |        | | 宮城縣 | 栗原市          |
| 一之關                                                                                                 |          |          | 445.1    | 406.3    |        | 東日本旅客鐵道：■東北本線、■大船渡線 | 岩手縣 | 一關市          |
| 水澤江刺                                                                                               |          |          | 470.1    | 431.3    |        | | 岩手縣 | 奧州市          |
| 北上                                                                                                   |          |          | 487.5    | 448.6    |        | 東日本旅客鐵道：■東北本線、■北上線 | 岩手縣 | 北上市          |
| 新花卷                                                                                                 |          |          | 500.0    | 463.1    |        | 東日本旅客鐵道：■釜石線 | 岩手縣 | 花卷市          |
| 盛岡                                                                                                   |          |          | 535.3    | 496.5    | 全     | 東日本旅客鐵道：■東北本線、■田澤湖線（秋田新幹線）、■山田線 IGR岩手銀河鐵道：■岩手銀河鐵道線 | 岩手縣 | 盛岡市          |
| 岩手沼宮內                                                                                             |          |          | 566.4    | 527.6    |        | IGR岩手銀河鐵道：■岩手銀河鐵道線 | 岩手縣 | 岩手郡 岩手町   |
| 二戶                                                                                                   |          |          | 601.0    | 562.2    |        | IGR岩手銀河鐵道：■岩手銀河鐵道線 | 岩手縣 | 二戶市          |
| 八戶                                                                                                   |          |          | 631.9    | 593.1    |        | 東日本旅客鐵道：■八戶線 青森鐵道：■青森鐵道線 | 青森縣 | 八戶市          |
| 七戶十和田                                                                                             |          |          | 668.0    | 629.2    |        | | 青森縣 | 上北郡 七戶町   |
| 新青森                                                                                                 |          |          | 713.7    | 674.9    | 全     | 北海道旅客鐵道： 北海道新幹線 東日本旅客鐵道：■奧羽本線 | 青森縣 | 青森市          |
| - 停車站…全：所有列車均會停車（2016年3月改點） - 長距離乘車券的特定都區市內 - ：東京都區內、：仙台市內 |          |          |          |          |        | |        |                 |

### 站內軌道線佈置圖
| 配線分類 | 2面4線                          | 2面2線+通過線                       | 2面3線+通過線                                | 2面2線                                                             | 2面4線（終端站） |
| 佈置圖   |                                 |                                     |                                              |                                                                    |                  |
| 應用站   | 上野站・仙台站 八戶站・新青森站 | 宇都宮站・新白河站 古川站・一之關站 | 小山站・那須鹽原站 郡山站・白石藏王站 北上站 | 栗駒高原站・水澤江刺站 新花卷站・岩手沼宮內站 二戶站・七戶十和田站 | 東京站           |

| 配線分類 | 3面6線 | 2面4線+通過線 | 2面4線 |
| 佈置圖   |        |               |        |
| 應用站   | 大宮站 | 福島站        | 盛岡站 |

## 使用車輛

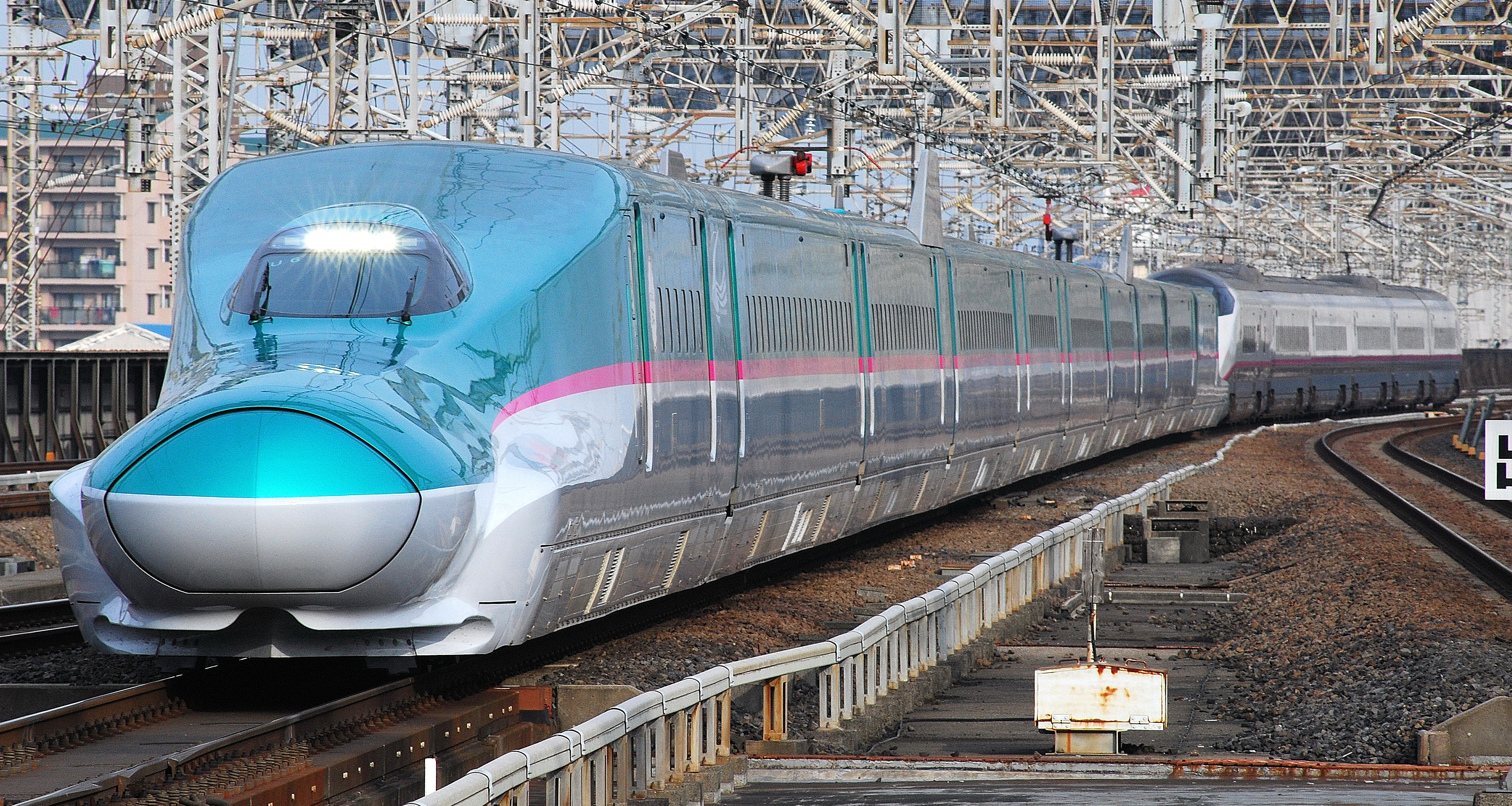
E5系+E3系（攝於大宫站）

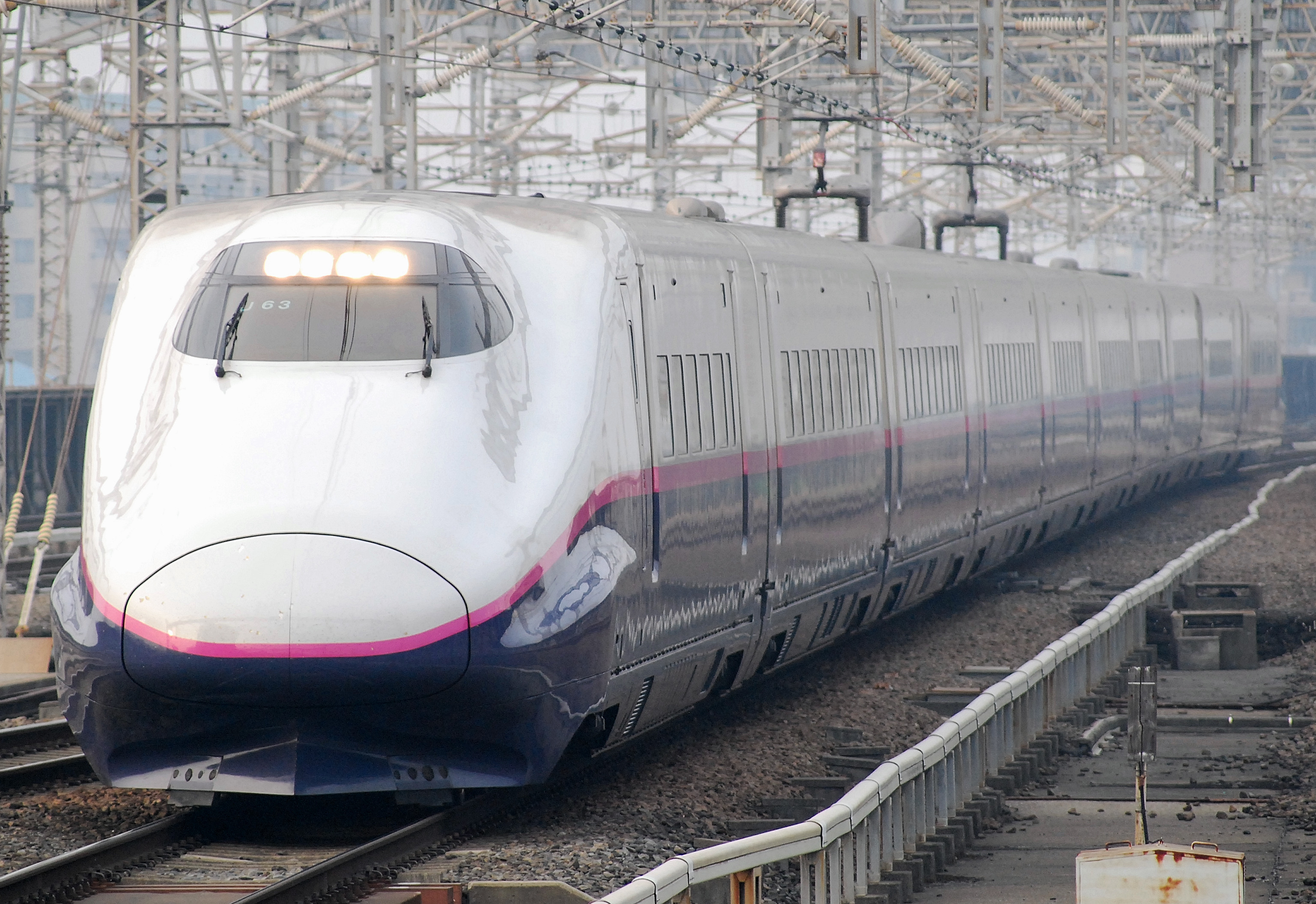
E2系J61编组（攝於大宫站）

### 現在使用車輛
2021年10月18日起
- E2系：目前僅行駛仙台以南的山彥號班次及那須野號的班次。
- E3系：山形新幹線翼號使用車型之一，東北新幹線內只行駛福島以南路段，部分班次與E5系連結行駛。
- E5系、H5系：隼號與疾風號定期班次必使用本型車行駛、部分山彥號及那須野號班次亦由本型車行駛(盛岡到開的班次必使用本型車行駛)，部分班次與E6系連結行駛。
- E6系：秋田新幹線小町號專用車型，東北新幹線內只行駛盛岡以南路段，有時也會在東北新幹線擔任部份隼號、山彥號及那須野號的班次，部分班次與E5、H5系連結行駛。
- E8系：山形新幹綫翼號使用車型之一，東北新幹線内只運行福島-東京段，部分班次與E5系連結行駛。

### 過去使用車輛
- 200系：曾擔任那須野號及部份臨時山彥號的班次，2011年11月18日退出東北新幹線服務。2013年3月15日結束定期運用，同年4月14日退役。
- E1系：第一代雙層列車，通稱E1系Max。曾擔任Max山彥號或Max那須野號的班次，因为是12編組且不能與E3系連結，故1998年12月8日退出東北新幹線服務。於2012年9月28日結束定期運用，同年10月28日退役。
- E4系：繼承E1系的第二代雙層列車，通稱E4系Max。曾擔任Max山彥號或Max那須野號的班次，有時會與E3系連結運行，或兩列E4系重連。2012年9月29日退出東北新幹線服務。2021年10月1日結束定期運用，同年10月17日退役。

註：上述車輛退出東北新幹線後，多轉往上越新幹線服務，仍會經過東京至大宮路段

### 即將引入的車輛
- E10系：2025年3月4日，JR東日本宣佈將開發新型列車E10系，預計將於2030年投入服務。[26]

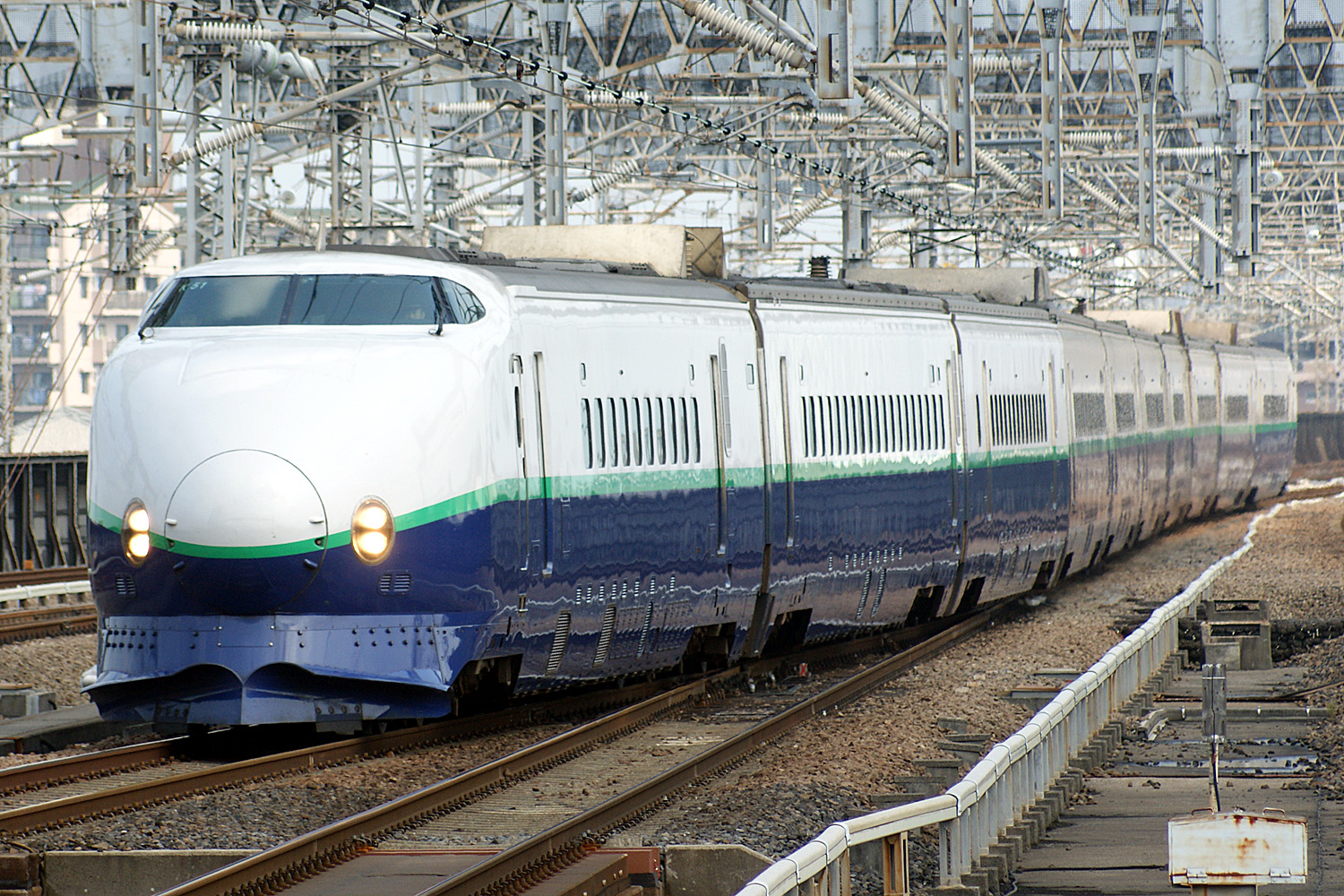
200系
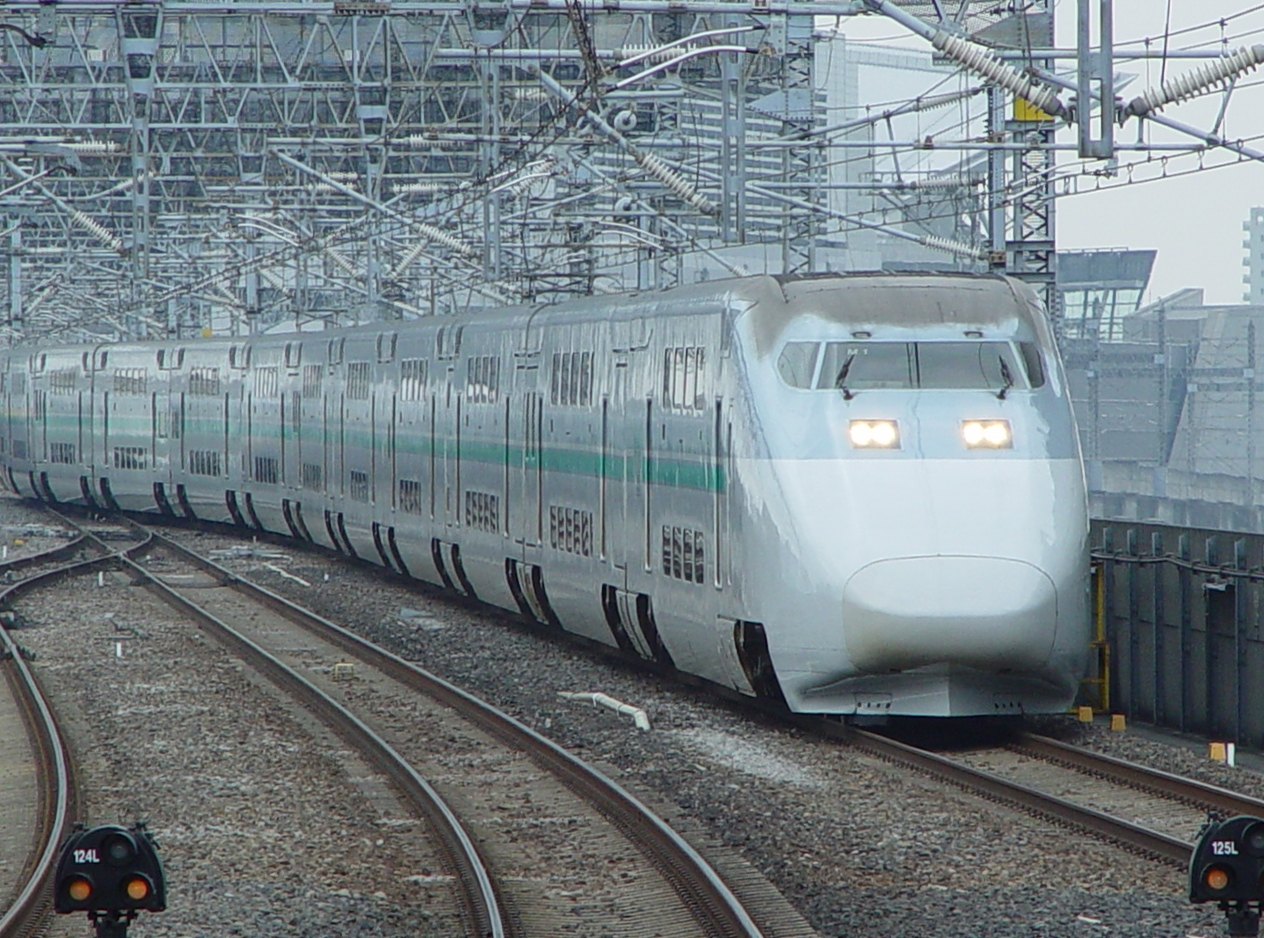
E1系
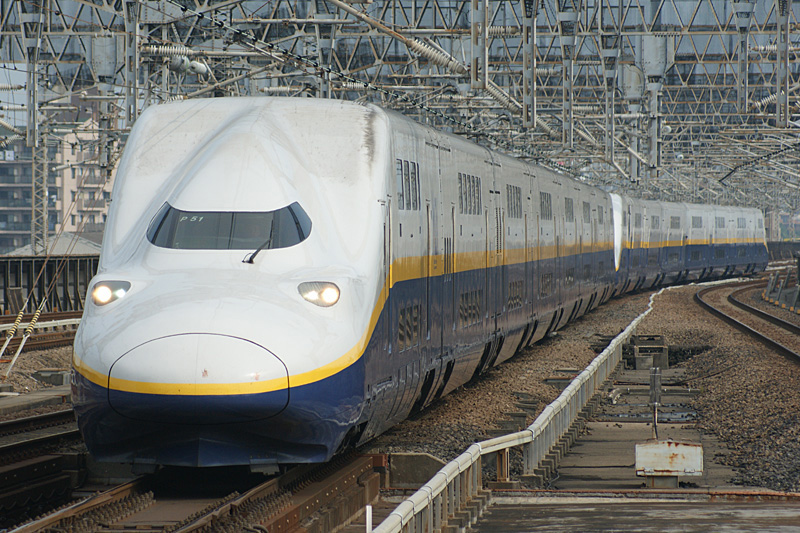
E4系

## 營運模式

### 列車種類
- 1982年6月23日大宮至盛岡段開通，設立「山彥號」速達班次及「青葉號」各站停車二種列車等級。
- 1995年新設「那須野號」行駛東京至那須鹽原（郡山）間各站停車，1997年「青葉號」併入「山彥號」。
- 2002年12月1日盛岡至八戶段開通，新設「疾風號」取代「山彥號」為速達班次，「山彥號」於仙台以北各站停車。
- 2010年12月4日八戶至新青森段開通，並於隔年2011年3月5日起新設「隼號」陸續取代「疾風號」行駛東京至新青森所有班次。
- 2016年3月26日北海道新幹線開業，「隼號」延長行駛至新函館北斗，為全區間最快班次，「疾風號」僅行駛盛岡至新函館北斗路段。

使用中
「隼」（はやぶさ，Hayabusa）
行駛全線之間（多數行駛東京至新青森或新函館北斗，少部份行駛至仙台或盛岡）的特快列車。主要停靠東京、（上野）、大宮、仙台、盛岡、（八戶）、新青森、新函館北斗；盛岡起訖班次在仙台至盛岡間各站停車；全列車大宮至仙台間均不停靠。大部份班次會與小町連結至盛岡站。

「疾風」（はやて，Hayate）
定期列車只有盛岡~新函館北斗間與北海道新幹線區間新青森~新函館北斗間各1個往返，僅有臨時列車可能行駛東京~新青森間。2014年全面不再與小町號列車併結。
「山彥」（やまびこ，Yamabiko）
擔任東京至仙台或盛岡之間的列車，以仙台起訖占多數。到達盛岡的列車仙台至盛岡之間各站均停。部份班次會與翼連結至福島站。
「那須野」（なすの，Nasuno）
擔任東京至那須鹽原或郡山之間各站均停的列車。
已廢除
「青葉」（あおば）
1982年時擔任大宮至盛岡之間各站均停的列車，1997年併入山彥。

### 停靠站與時刻表

#### 2022年3月12日起
| 種別       | 連掛 | 東京站 發車時刻 | 東京 | 上野 | 大宮 | 小山 | 宇都宮 | 那須鹽原 | 新白河 | 郡山 | 福島 | 白石藏王 | 仙台 | 古川 | 栗駒高原 | 一之關 | 水澤江刺 | 北上 | 新花卷 | 盛岡 | 岩手沼宮內 | 二戶 | 八戶 | 七戶十和田 | 新青森 | 奥津輕今別 | 木古內 | 新函館北斗 | 終點站             |
| ---------- | ---- | --------------- | ---- | ---- | ---- | ---- | ------ | -------- | ------ | ---- | ---- | -------- | ---- | ---- | -------- | ------ | -------- | ---- | ------ | ---- | ---------- | ---- | ---- | ---------- | ------ | ---------- | ------ | ---------- | ------------------ |
| 翼號◇      | ■    | 00分            | ●    | ●    | ●    | →    | ●      | →        | →      | ●    | ●    |          |      |      |          |        |          |      |        |      |            |      |      |            |        |            |        |            | 山形、新           |
| 山彥號     | ■    | 00分            | ●    | ●    | ●    | →    | ●      | →        | →      | ●    | ●    | ●        | ●    |      |          |        |          |      |        |      |            |      |      |            |        |            |        |            | 仙台               |
| 那須野號◇★ |      | 12分            | ●    | ●    | ●    | ●    | ●      | ●        | ●      | ●    |      |          |      |      |          |        |          |      |        |      |            |      |      |            |        |            |        |            | 那須鹽原、郡山     |
| 山彥號◇★   |      | 12分            | ●    | ●    | ●    | ●    | ●      | ●        | ●      | ●    | ●    | △        | ●    |      |          |        |          |      |        |      |            |      |      |            |        |            |        |            | 仙台               |
| 小町號◇    | ■    | 20分            | ●    | ▲    | ●    | →    | →      | →        | →      | →    | →    | →        | ●    | →    | →        | →      | →        | →    | →      | ●    |            |      |      |            |        |            |        |            | 秋田               |
| 隼號◇      | ■    | 20分            | ●    | ▲    | ●    | →    | →      | →        | →      | →    | →    | →        | ●    | →    | →        | →      | →        | →    | →      | ●    | △          | △    | ▲    | △          | ●      | △          | △      | ●          | 新青森、新函館北斗 |
| 山彥號◇☆   |      | 36分            | ●    | ●    | ●    | →    | ●      | →        | →      | ●    | ●    | △        | ●    | ●    | ●        | ●      | ●        | ●    | ●      | ●    |            |      |      |            |        |            |        |            | 盛岡               |
| 隼號☆      |      | 40、56分        | ●    | ●    | ●    | →    | →      | →        | →      | →    | →    | →        | ●    | ●    | ●        | ●      | ●        | ●    | ●      | ●    |            |      |      |            |        |            |        |            | 盛岡               |
| 小町號◆    | ■    | 44、56分        | ●    | ●    | ●    | →    | →      | →        | →      | →    | →    | →        | ●    | →    | →        | →      | →        | →    | →      | ●    |            |      |      |            |        |            |        |            | 秋田               |
| 隼號☆      | ■    | 44、56分        | ●    | ●    | ●    | →    | →      | →        | →      | →    | →    | →        | ●    | →    | →        | ▽      | →        | →    | →      | ●    | △          | △    | ●    | △          | ●      | △          | △      | ●          | 新青森、新函館北斗 |
| 翼號◆      | ■    | 48分            | ●    | ●    | ●    | →    | ●      | →        | →      | △    | ●    |          |      |      |          |        |          |      |        |      |            |      |      |            |        |            |        |            | 山形、新           |
| 山彥號◆    | ■    | 48分            | ●    | ●    | ●    | →    | ●      | →        | →      | △    | ●    | →        | ●    |      |          |        |          |      |        |      |            |      |      |            |        |            |        |            | 仙台               |

| 種別       | 連掛 | 始發站             | 新函館北斗 | 木古內 | 奥津輕今別 | 新青森 | 七戶十和田 | 八戶 | 二戶 | 岩手沼宮內 | 盛岡 | 新花卷 | 北上 | 水澤江刺 | 一之關 | 栗駒高原 | 古川 | 仙台 | 白石藏王 | 福島 | 郡山 | 新白河 | 那須鹽原 | 宇都宮 | 小山 | 大宮 | 上野 | 東京 | 東京站 到站時刻 |
| ---------- | ---- | ------------------ | ---------- | ------ | ---------- | ------ | ---------- | ---- | ---- | ---------- | ---- | ------ | ---- | -------- | ------ | -------- | ---- | ---- | -------- | ---- | ---- | ------ | -------- | ------ | ---- | ---- | ---- | ---- | --------------- |
| 隼號◇      | ■    | 新函館北斗、新青森 | ●          | △      | △          | ●      | △          | ▲    | △    | △          | ●    | →      | →    | →        | →      | →        | →    | ●    | →        | →    | →    | →      | →        | →      | →    | ●    | ▲    | ●    | 04、08分        |
| 小町號◇    | ■    | 秋田               |            |        |            |        |            |      |      |            | ●    | →      | →    | →        | →      | →        | →    | ●    | →        | →    | →    | →      | →        | →      | →    | ●    | ▲    | ●    | 04、08分        |
| 山彥號◇★   |      | 仙台               |            |        |            |        |            |      |      |            |      |        |      |          |        |          |      | ●    | →        | ●    | ●    | ●      | ●        | ●      | ●    | ●    | ●    | ●    | 16分            |
| 那須野號◇★ |      | 郡山、那須鹽原     |            |        |            |        |            |      |      |            |      |        |      |          |        |          |      |      |          |      | ●    | ●      | ●        | ●      | ●    | ●    | ●    | ●    | 16分            |
| 山彥號◇☆   |      | 盛岡               |            |        |            |        |            |      |      |            | ●    | ●      | ●    | ●        | ●      | ●        | ●    | ●    | △        | ●    | ●    | →      | →        | ●      | →    | ●    | ●    | ●    | 24分            |
| 隼號☆      | ■    | 新函館北斗、新青森 | ●          | △      | △          | ●      | △          | ●    | △    | △          | ●    | →      | ▽    | →        | ▽      | →        | ▽    | ●    | →        | →    | →    | →      | →        | →      | →    | ●    | ●    | ●    | 32分            |
| 小町號◆    | ■    | 秋田               |            |        |            |        |            |      |      |            | ●    | →      | →    | →        | →      | →        | →    | ●    | →        | →    | →    | →      | →        | →      | →    | ●    | ●    | ●    | 32分            |
| 山彥號◆    | ■    | 仙台               |            |        |            |        |            |      |      |            |      |        |      |          |        |          |      | ●    | →        | ●    | △    | →      | →        | ●      | →    | ●    | ●    | ●    | 36分            |
| 翼號◆      | ■    | 新、山形           |            |        |            |        |            |      |      |            |      |        |      |          |        |          |      |      |          | ●    | △    | →      | →        | ●      | →    | ●    | ●    | ●    | 36分            |
| 山彥號     | ■    | 仙台               |            |        |            |        |            |      |      |            |      |        |      |          |        |          |      | ●    | ●        | ●    | ●    | →      | →        | ●      | →    | ●    | ●    | ●    | 48分            |
| 翼號◇      | ■    | 新、山形           |            |        |            |        |            |      |      |            |      |        |      |          |        |          |      |      |          | ●    | ●    | →      | →        | ●      | →    | ●    | ●    | ●    | 48分            |
| 隼號☆      |      | 盛岡               |            |        |            |        |            |      |      |            | ●    | ●      | ●    | ●        | ●      | ●        | ●    | ●    | →        | →    | →    | →      | →        | →      | →    | ●    | ●    | ●    | 56分            |

圖示

●：停車、▲：大部分列車停靠、△：部分列車通過、▽：每日僅停靠一班次、→：通過

★/☆：擇一班次行駛、◇：白天每小時定期列車、◆：臨時列車

■：連掛行駛班次，隼-小町於東京至盛岡間並結，山彥-翼於東京至福島間並結。

備註

※在白天時段，白石藏王、谷川至新花卷間每小時擇1班停靠。

※因應COVID-19，定期班次部分翼號改單獨行駛（該時段不開行山彥號）；同時減少部分單獨行駛隼號（新青森起訖），部分時段隼號與小町號時段將錯開不並結行駛。

※以上時刻與停站為白天運行模式，早晨及晚間時段會有不同。

## 提速計畫

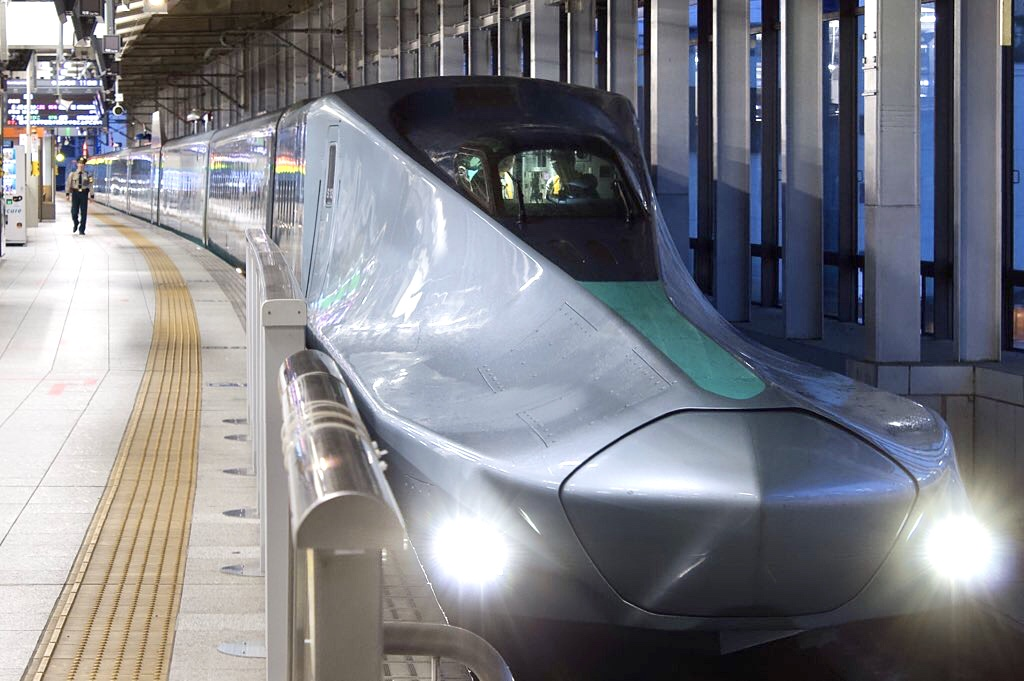
新幹線E956型電聯車

JR東日本計畫將東北新幹線盛岡 - 新青森提速至320km/h，於2020年開始進行提速工程，工期預計7年。遠期東北新幹線將提速至360km/h，為此設計新幹線E956型電聯車實驗車。

## 事故
- 2012年5月6日，岩手县盛岡市JR盛岡站站厅遭遇雷击而发生信号故障，导致东北新干线“盛岡-新青森”路段下行線路停运[29]。
- 2022年3月16日，因福島大地震而脱軌。

## 外部連結
- 營業單位
  - 東日本旅客鐵道（新幹線） （页面存档备份，存于）
  - 東北新幹線：JR東日本 （页面存档备份，存于） - 東日本旅客鉄道
  - 検索結果（東北新幹線の駅）：JR東日本 - 東日本旅客鉄道（页面存档备份，存于）
- 建設單位
  - 東北新幹線（盛岡・八戸間） （页面存档备份，存于） - 鉄道建設・運輸施設整備支援機構
  - 東北新幹線（八戸・新青森間） （页面存档备份，存于） - 鉄道建設・運輸施設整備支援機構
- 沿線自治單位
  - 東北新幹線・盛岡以北の建設計画 - 岩手県のアーカイブ
    - 新幹線新駅 - 岩手町のアーカイブ
    - 特集　北陸新幹線 - 二戸市のアーカイブ

  - 東北新幹線 （页面存档备份，存于） - 青森県
    - 東北新幹線八戸駅 （页面存档备份，存于） - 八戸市のアーカイブ
    - 新幹線建設対策課 （页面存档备份，存于） - 七戸町のアーカイブ
    - 新幹線開業を活かすまちづくり （页面存档备份，存于） - 青森市のアーカイブ
- Web東奥 東北新幹線・青森 - 東奥日報のアーカイブ
- 並行在来線事業者
  - IGRいわて銀河鉄道株式会社 （页面存档备份，存于）
  - 青い森鉄道株式会社 （页面存档备份，存于）
- 新幹線鉄道の整備　整備新幹線関連文書 （页面存档备份，存于） - 国土交通省